# 中国儿童艺术剧院
39°54′48″N 116°24′08″E / 39.913455°N 116.402315°E

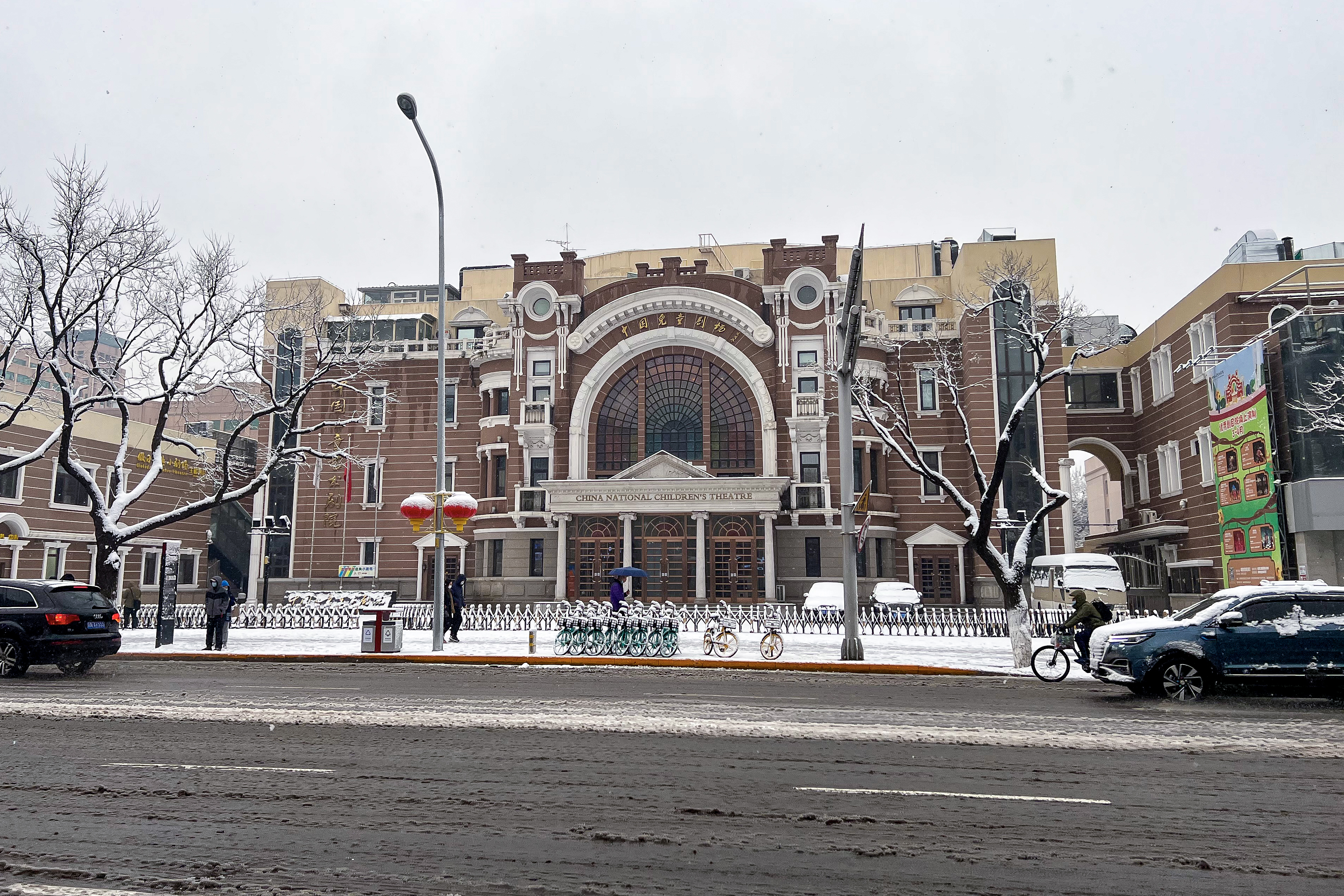
中国儿童艺术剧院的所在地中国儿童剧场

中国儿童艺术剧院是中华人民共和国文化和旅游部下属的事业单位，主要工作给广大青少年儿童提供优秀儿童戏剧。建立于1956年，位于北京东安门大街64号。

## 代表作品
《马兰花》、《革命的一家》、《青年近卫军》、《以革命的名义》、《岳云》、《报童》
《有这样一个小院》、《十二个月》、《保尔·柯察金》、《闪烁吧，繁星》、《之伢子》
《开天辟地人之初》、《月光摇篮曲》等，近几年主要作品有《香格里拉》、《走近莎士比亚》
《饼干小子》、《安徒生之旅》、《小蝌蚪找妈妈》、《小兔快跑》、《灰姑娘》
《格林兄弟与魔法森林》、《白雪公主与七个小矮人》、《小吉普·变变变》
《皮皮·长袜子》、《十二生肖》、《红沙发音乐城》、《西游记》

## 下属院校
- 马兰花艺术培训学校